# Théodore-Auguste Quevenne
Théodore-Auguste Quevenne, né en septembre 1806 à Balleroy (Calvados) et mort le 12 octobre 1855 à Paris, est un pharmacologue français.

## Biographie
Né dans une famille de laboureurs propriétaires, Théodore-Auguste Quevenne perd son père avant de naître et sa mère peu après. Il est élevé par son oncle, curé de Saint-Pierre-Azif et par sa sœur aînée. Il vient à Paris, vers 1825, en qualité d'élève en pharmacie. Il demeure durant deux ans dans la pharmacie, de M. Hernandez, puis deux ans dans une maison de droguerie de M. Marchand. En 1829 il est reçu, au concours d'élève interne en pharmacie des hôpitaux. Bon élève et lorsqu'il est diplômé il envisage, en 1834, d'acquérir une pharmacie à Laval. Mais, malade il revient à Paris pour consulter ses maîtres en médecine qui ne trouvent en rien. Malgré son état il est recruté, en 1835, comme pharmacien des hôpitaux. Le 25 août 1836 il soutient sa thèse, présentée à l'École de pharmacie de Paris sur  l'Examen chimique de la racine de Polygala de Virginie. En 1837 il est nommé pharmacien en chef de l'hôpital de la Charité.
Tout au long de sa carrière professionnelle, qui dura 19 ans, il consacre l'essentiel de sa recherche au lait. Il étudie la variabilité des composants, la lactation, l'influence de l'alimentation, les falsifications. Mais il a également travaillé et publié sur d'autres sujets : il a mis au point un procédé de réduction du fer par l'hydrogène, permettant d'introduire dans la thérapeutique le fer. Avec le docteur Homolle, il a su extraire le principe actif de la digitale, la digitaline.

## Publications
- Examen chimique de la racine du polygala de virginie, Paris, Impr. de Fain, 1836
- Mémoire sur le lait, Annales d'hygiène publique et de médecine légale, T. XXVI, 1re partie, Paris : C. Chevallier, 1841, 125 p.
- Instruction pour l'usage du lacto-densimètre, suivie d'une Notice sur le lait, Paris, 1842,J. Chevalier
- Instruction pour l'essai et l'analyse du lait  (co-auteur Bouchardat), Paris 1856, L. Martinet
- Action physiologique et thérapeutique des ferrugineux, Paris, 1854, G. Baillière, 1854, 358 p.
- Mémoire sur la digitaline et la digitale (co-auteur Eugène Homolle)  Homolle, Eugène (1808-1883).Paris, 1854 376 p. lire en ligne sur Gallica
- Analyse de l'eau minérale d'Anctoville (Calvados), Paris, 1840, lire en ligne sur Gallica